# Gloria Ladson-Billings
Gloria Jean Ladson-Billings (Filadèlfia, 1947) és una teòrica pedagòga i formadora de professors nord-americana coneguda pel seu treball en els camps de la pedagogia culturalment rellevant i la teoria crítica de la raça, i els efectes perniciosos del racisme sistèmic i la desigualtat econòmica en les oportunitats educatives. El seu llibre The Dreamkeepers: Successful Teachers of African-American Children és un text important en el camp de l'educació. Ladson-Billings és professora emèrita i abans professora distingida d'educació urbana de la família Kellner al Departament de Currículum i Instrucció de la Universitat de Wisconsin-Madison.
Ladson-Billings va ser presidenta de l'Associació Americana de Recerca Educativa (AERA) el 2005-2006. Durant la reunió anual de l'AERA de 2005 a San Francisco, Ladson-Billings va pronunciar el seu discurs presidencial, "From the Achievement Gap to the Education Debt: Understanding Achievement in US Schools", en el qual va descriure el que va anomenar el "deute de l'educació", destacant la combinació de factors històrics, morals, sociopolítics i econòmics que han afectat de manera desproporcionada els estudiants afroamericans, llatins, asiàtics i altres estudiants no blancs. El 2021 va ser escollida membre de l'Acadèmia Britànica.